# Prionispa laeta
Prionispa laeta es una especie de insecto coleóptero de la familia Chrysomelidae.
Fue descrita científicamente en 1990 por L. Medvedev.